# Oreneta perlada
L'oreneta perlada (Hirundo dimidiata) és una espècie d'ocell de la família dels hirundínids (Hirundinidae). Es troba a l'Àfrica central i Austral. Els seus hàbitats principals són la sabana seca, les praderies i matollars tropicals i subtropicals, els cursos d'aigua, les zones humides, els embassaments i llacs, les terres llaurades, els jardins rurals, les àrees urbanes i les àrees forestals fortament degradades. El seu estat de conservació es considera de risc mínim.